# مارك اللمطي
مارك اللمطي (بالفرنسية: Marc Lamti)‏ وهو لاعب كرة قدم تونسي يلعب لصالح باير 04 ليفركوزن والمنتخب التونسي في خطة لاعب وسط ومدافع.

## المسيرة الدولية
ظهر اللمطي لأول مرة مع منتخب تونس لكرة القدم في 7 يونيو 2019 في مباراة ودية ضد العراق، كبديل في الدقيقة 81 لإلياس الصخيري. تم ضم اللمطي في وقت لاحق إلى تشكيلة المنتخب التونسي المشاركة في كأس الأمم الأفريقية 2019.

## إحصائيات

### الإحصائيات الدولية
آخر تحديث 17 يوليو 2019.
| تونس    |     |       |
| السنة   | لعب | أهداف |
| 2019    | 2   | 0     |
| المجموع | 2   | 0     |

## روابط خارجية
- مارك اللمطي على موقع قاعدة بيانات كرة القدم.إي يو (الإنجليزية)
- مارك اللمطي على موقع ناشيونال فوتبول تيمز (الإنجليزية)
- مارك اللمطي على موقع Soccerway.com (الإنجليزية)
- مارك اللمطي على موقع عالم كرة القدم.نت (الإنجليزية)